# NGC 4093
NGC 4093 is een compact sterrenstelsel in het sterrenbeeld Hoofdhaar. Het hemelobject werd op 4 mei 1864 ontdekt door de Duits-Deense astronoom Heinrich Louis d'Arrest.

## Synoniemen
- MCG 4-29-21
- ZWG 128.24
- NPM1G +20.0306
- PGC 38323